# 美因阿沙夫
美因阿沙夫是德国巴伐利亚州的一个市镇。总面积7.29平方公里，总人口8578人，其中男性4209人，女性4369人（2011年12月31日），人口密度1 177人/平方公里。